# ناصر الميمون
ناصر بن عبد العزيزي الميمون (1958 -) هو خطاط سعودي من مواليد الرياض
تعلم الخط عن طريق الممارسة ومحاكاة كتابات الخطاطين العظماء وخاصة الأتراك مثل راقم وسامي أفندي وحامد الآمدي وغيرهم كما أنه تنقل مسافرا بين الأقطار باحثا عن علوم الصنعة الخطية والتقى بالكثير من الخطاطين الذين أثروا وأثروا في تجربته الخطية.
لمع اسم ناصر في العالم الإسلامي من خلال اسهاماته ومشاركاته الكثيرة في التظاهرات والفعاليات الفنية المحتلفة وأصبح يشار اليه بالبنان ,كما أنه قد فاز بالكثير من المسابقات الخطية على مستوى العالم.
ويعتبر ناصر من الخطاطين الذين تعلموا الخط بجهود ذاتية ودون أن يتتلمذ على أيدي أي من الخطاطين وقد طور مستواه من خلال الالتقاء بكثير من الاساتذه ومشاركاته في المناسبات الخطية.
وللأستاذ ناصر مجموعة كبيرة من الأعمال الخطية وسبق له أن أقام عدة معارض فنية.
يبرع الخطاط ناصر في جميع أنواع الخط وله في كل نوع اسهامات مختلفة كما أنه مؤسس للجمعية السعودية للخط العربي وسبق له التدريس في مجال فن الخط العربي.
يتمتع ناصر بعلاقات حميمة مع سائر الخطاطين في العالم وله تلاميذ كثر.